# Биол (Изер)
Биол (фр. Biol) насеље је и општина у источној Француској у региону Рона-Алпи, у департману Изер која припада префектури Ла Тур ди Пен.
По подацима из 2011. године у општини је живело 1.414 становника, а густина насељености је износила 91,17 становника/km². Општина се простире на површини од 15,51 km². Налази се на средњој надморској висини од 450 метара (максималној 691 m, а минималној 438 m).

## Демографија
| 1962. | 1968. | 1975. | 1982. | 1990. | 1999. | 2011. |
| ----- | ----- | ----- | ----- | ----- | ----- | ----- |
| 764   | 810   | 774   | 972   | 1.025 | 1.203 | 1.414 |

График промене броја становника у току последњих година